# کاکاخیل
کاکاخیل (به انگلیسی: Kaka Khel) یک شهرک در پاکستان است که در ناحیه لکی واقع شده‌است.